# Kevin Sullivan
 Der er for få eller ingen kildehenvisninger i denne artikel, hvilket er et problem. Du kan hjælpe ved at angive troværdige kilder til de påstande, som fremføres i artiklen.

Kevin Francis Sullivan (født 26. oktober 1949, død 9. august 2024) var en amerikansk wrestler, der er mest kendt for sine kampe mod Dusty Rhodes og Mike Graham i National Wrestling Alliance og mod Hulk Hogan og Chris Benoit i World Championship Wrestling. 
Efter at have wrestlet for flere forskellige wrestlingorganisationer fra slutningen af 1970'erne til starten af 1990'erne, ankom Kevin Sullivan i 1994 til World Championship Wrestling. Sammen med Cactus Jack (Mick Foley) vandt han WCW World Tag Team Championship i sit første år. De mistede dog hurtigt titlerne og begyndte at kæmpe mod hinanden. I september 1994 vandt Sullivan en Loser Leaves Town Match over Cactus Jack, og blev nødsaget til at forlade organisationen.
Efter Hulk Hogans ankomst i WCW begyndte Sullivan at udtrykke sit had for wrestlinglegenden. Kevin Sullivans bror, Dave Sullivan, var derimod en kæmpe Hogan-fan, og de to brødre begyndte at kæmpe mod hinanden. Hogan kom dog til Daves hjælp, og Kevin Sullivan dannede derfor gruppen 3 Faces of Fear, som foruden ham selv bestod af Avalanche og Hogans tidligere bedste ven The Butcher, der netop havde vendt Hogan ryggen efter mange års venskab. 3 Faces of Fear kæmpede foruden Hogan også mod Randy Savage og Sting. Gruppen gik dog i opløsning i starten af 1995, da den ikke var i stand til at ødelægge Hogans karriere.
Kevin Sullivan fik dog hurtigt gang i en ny gruppe, som han kaldte for Dungeon of Doom. Han omdøbte sig selv The Taskmaster og fik en masse mystiske wrestlere til at tilslutte sig gruppen, heriblandt Kamala, Barbarian, Meng, Hulk Hogans tidligere manager Jimmy Hart, Shark, Zodiac, Yeti, Hugh Morrus, One Man Gang og Big Bubba Rogers. Selvom Dungeon of Doom i september 1995 tabte den årlige WarGames-match mod Hulk Hogan, Randy Savage, Sting og Lex Luger, så lykkedes det Sullivans seneste erhvervelse, The Giant, at vinde VM-titlen fra Hulk Hogan i oktober 1995 ved Halloween Havoc. Dungeon of Doom ville dog fuldstændigt udrydde Hulk Hogan fra WCW og allierede sig dermed med gruppen IV Horsemen. Det lykkedes dog ikke, og Sullivan begyndte at kæmpe med nogle af medlemmer af IV Horsemen, navnlig Brian Pillman og Chris Benoit. I juli 1997 tabte Sullivan en Retirement Match til Benoit og måtte forlade wrestling for altid.